# TetR

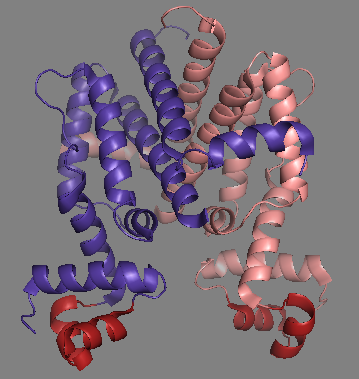
Homodímero TetR. Cada monómero está coloreado en violeta o salmón. El motivo de hélice-giro-hélice de cada monómero se muestra en rojo intenso. PDB: 4D5C

TetR es el regulador transcripcional de los genes de resistencia antibiótica a tetraciclina (tc) en Proteobacteria. En ausencia de tc, TetR reprime la expresión de los genes que controla, incluyendo su propia expresión. En presencia de tc, esta se une a TetR provocando un cambio conformacional en la proteína que impide su actividad represora. De esta manera la expresión de los genes se incrementa drásticamente.
TetR es ampliamente usado en biología sintética para el diseño de redes de regulación genéticas, dada su capacidad reguladora y la ortogonalidad respecto a la red central de regulación del genoma hospedador.